# Vitamin D
«Vitamina D» (título original en inglés: «Vitamin D») es el sexto episodio de la primera temporada de la serie de televisión estadounidense Glee, emitido originalmente por la cadena Fox el 7 de octubre de 2009. Fue escrito por el creador de la serie, Ryan Murphy, y dirigido por Elodie Keene.
En Vitamin D los integrantes del club Glee se sienten desmotivados, especialmente Finn. Es por esto que Will, con la ayuda de Emma, organiza una competencia de popurrí: chicos versus chicas. Sue habla con Terri y la persuade para que controle más a su marido y lo aleje de Emma. Esto conduce a Terri a tomar el puesto de enfermera del colegio para estar más cerca de Will. Terri le proporciona drogas a Finn para levantar su ánimo y él se las da a sus compañeros para la presentación de su popurrí. Terri convence a Ken para que le pida matrimonio a Emma. Rachel se entera de que los chicos tomaron drogas. Will se siente presionado por Terri. Ken le pide matrimonio a Emma. Terri le da las drogas a las chicas para su presentación. Finalmente la verdad sale a la luz, por lo que Terri es despedida y se le asigna una codirectora a Glee. Quinn decide darle el bebé a Terri. Emma acepta la propuesta de Ken.
Las canciones e interpretaciones son mash-up de "It's My Life" de Bon Jovi y "Confessions Part II" de Usher, y "Halo" de Beyoncé Knowles y "Walking on Sunshine" de Katrina and the Waves. Ambas canciones fueron lanzadas como sencillos, disponibles para su descarga digital."Vitamina D" fue visto por 7,30 millones de espectadores estadounidenses, y recibió críticas generalmente positivas de los críticos.Las actuaciones de Morrison, Mays y Jane Lynch como entrenadora de porristas Sue Sylvester fueron elogiados, al igual que la puesta en escena de los musicales mash-ups. Sin embargo, Aly Semigran de MTV y Mandi Bierly de Entertainment Weekly tanto señalaron críticamente las historias de dramáticos en el episodio.

## Trama
Ante la desmotivación de los muchachos, Will esgrime una táctica: enfrentar a chicos y chicas en un reto de canciones combinadas (mashup). Sue Sylvester, en sus intentos ininterrumpidos por destruir el coro, le advierte a Terri la amenaza que Emma supone para su matrimonio. Terri consigue el puesto de enfermera en el instituto McKinley, pese a sus nulos conocimientos en la materia, con el fin de estar cerca de su esposo. Además planea quedarse con el hijo de Puck y Quinn, bajo el consentimiento de ésta; atiende a Finn creyendo que él es el padre de la criatura y le administra vitamina D (o pseudoefedrina). Acelerado por el efecto de los fármacos, Finn y los otros chicos elaboran una coreografía que encanta a Will, a lo que las chicas, queriendo estar a su altura, consumen los mismos medicamentos y realizan una actuación igual de buena. Por su parte, el entrenador Ken Tenaka le ofrece matrimonio a Emma, acelerado también por los fármacos que le proporcionó Terri, y ella acepta, también presionada por la nueva enfermera. El director Figgins llama la atención a los Schuester por el consumo de medicamentos y asigna una coordinadora al coro, la entrenadora Sylvester.

## Producción

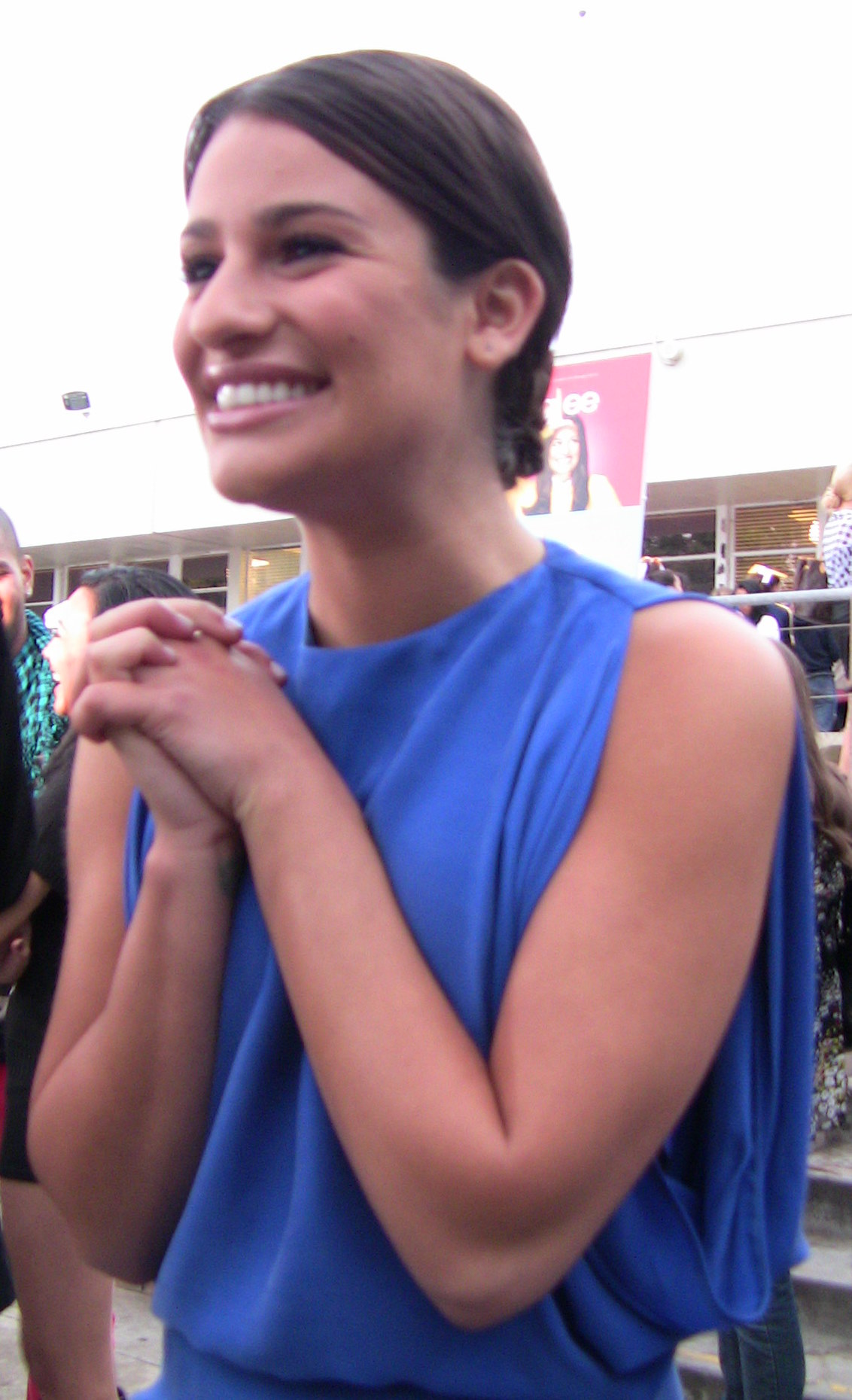
Antes de rodar «Vitamina D», Lea Michele practicó una forma de hablar frenética durante varios días para transmitir los efectos de la seudoefedrina en Rachel.

Los miembros del coro Santana Lopez (Naya Rivera), Brittany (Heather Morris), Mike Chang (Harry Shum, Jr.) y Matt Rutherford (Dijon Talton), el antiguo director del mismo, Sandy Ryerson (Stephen Tobolowsky), el director Figgins (Iqbal Theba), el entrenador de fútbol Ken Tanaka (Patrick Gallagher), el trabajador Howard Bamboo (Kent Avenido) y los presentadores de las noticias locales Rod Remington (Bill A. Jones) y Andrea Carmichael (Earlene Davis) son los personajes recurrentes que aparecen en «Vitamina D». Joe Hursley aparece como estrella invitada interpretando a Joe.
Cory Monteith, Chris Colfer, Kevin McHale, Mark Salling, Shum y Talton interpretan una versión mashup de los temas «It's My Life» y «Confessions Part II», de Bon Jovi y Usher respectivamente, mientras que Lea Michele, Dianna Agron, Amber Riley, Jenna Ushkowitz, Rivera y Morris hacen lo propio con «Halo» y «Walking on Sunshine», de Beyoncé y Katrina & the Waves respectivamente. Columbia Records y 20th Century Fox Television lanzaron ambas canciones como sencillos y las dispusieron para descargar digitalmente en iTunes un día antes de la emisión del episodio. Michele reveló que practicó durante varios días una forma de hablar frenética para trasmitir los efectos de la seudoefedrina en Rachel.

## Recepción

### Audiencia
«Vitamina D» fue visto por un total de 7,3 millones de espectadores en Estados Unidos, Glee mantuvo sus calificaciones de la semana anterior, a pesar de que todos los otros nuevos programas nocturnos de la temporada disminuyeron en porcentajes de dos dígitos.  Fue el décimo octavo programa más visto en Canadá durante la semana de emisión, con 1.61 millones de espectadores. En el Reino Unido, el episodio fue visto por 2008 millones de espectadores (1.608 millones en E4 y 400,000 en E4 + 1), convirtiéndose en el programa más visto en E4 y E4 +1 durante la semana, y el programa más visto en cable , así como el episodio más visto de la serie en ese momento.

### Críticas
«Vitamina D» recibió generalmente buenos comentarios por parte de la crítica especializada. Shawna Malcom, del diario Los Angeles Times, y Aly Semigran, de MTV, destacaron la actuación de los chicos del coro, mientras que Mandi Bierly, de Entertainment Weekly, prefirió la de las chicas, destacando además la actuación de Matthew Morrison. Por su parte, Mike Hale, de The New York Times, elogió la interpretación de Jayma Mays y calificó la historia del embarazo de aburrida. Señaló que: "Para muchos espectadores, los mejores momentos en el episodio probablemente llegaron desde muy temprano y en esos momentos están Jane Lynch (Sue Sylvester), quien todavía tiene todas las mejores líneas". Jarett Wieselman para el New York Post estuvo de acuerdo con esta evaluación, opinando que, aunque el episodio fue "llena de momentos más brillantes que nunca antes ", la escena del stand-out era Sue escribir en su diario, que Wieselman considera "repleto de tantas trazadores de líneas uno, que actuó como un vacío, succionando el inteligente fuera de todo lo demás en la televisión 9:05 hasta las 9:07."  El compañero de New York Post Maxine Shen considera el episodio de su favorito de la serie hasta el momento. Anna Pickard de The Guardian llamó la historia pseudoefedrina "despiadadamente tonto [...], pero con alegría", prefiriendo el desempeño de las niñas los niños como "una excelente comedia me ayudó a olvidarme de voces autotuned poco fiables de Finn por una vez".
.